# Телесеріали Marvel на Netflix
Телесеріали Marvel на Netflix, також відомі як «Сага Захисників», іноді «Герої Marvel вуличного рівня» або «Лицарі Marvel» — це низка взаємопов'язаних американських телесеріалів, створених Marvel Television і ABC Studios для сервісу відео на вимогу Netflix. Телесеріали засновані на персонажах коміксів Marvel Comics, а їх події відбуваються в кіновсесвіті Marvel.

## Історія

### Створення
У жовтні 2013 року Marvel Television підготувала чотири драматичні серіали та один мінісеріал, у загальному на 60 епізодів, для презентації їх сервісам відео на вимогу та кабельним провайдерам, інтерес до проєктів висловили Netflix, Amazon та WGN America. У листопаді 2013 року материнська компанія Marvel, Disney, передала Netflix права на телесеріали про Шибайголову, Джессіку Джонс, Залізного кулака, Люка Кейджа, а також кросоверний мінісеріал за мотивами коміксів про Захисників. Генеральний директор Disney, Боб Айґер, пояснив, що вони обрали Netflix для показу цих серіалів, бо зрозуміли, що аудиторія цього сервісу зможе збільшити популярність персонажів.
Голова Marvel Television, Джеф Леб, пізніше заявив, що «Marvel не були зацікавлені в тому, щоб зробити чотири пілотні сезони, а потім сподіватися, що колись вони всі об'єднаються. Netflix справді розуміли, що саме ми хочемо зробити. Вони дуже відкриті до режисерів, які, можливо, не мали б такої можливості на телебаченні. Ідея мати всі 13 епізодів одночасно, особливо в серіалізованому оповіданні, є дуже привабливою». Леб також додав, що чотири персонажі пов'язані завдяки своїм відносинам і спільному місцю проживання в Нью-Йорку, але телесеріали будуть відрізнятися один від одного, тому що «у персонажів різні цілі, різні проблеми, різні почуття до них». Леб навів як приклад фільми кіновсесвіту Marvel — «Перший месник: Протистояння» та «Вартові галактики» (обидва 2014 року), про які він сказав: «Я не можу уявити собі два фільми, які відрізняються за тональністю більше, ніж ці два, і вони все одно відчуваються дуже по-марвелівськи». Попри те, що серіали були названі «оригінальними серіалами Netflix» вони лише мали ліцензію від Disney.
Джо Кесада з Marvel підтвердив у квітні 2014 року, що події серіалів Netflix будуть розгортатися у кіновсесвіті Marvel. Леб пояснив, що «у всесвіті Marvel є тисячі героїв різних форм і розмірів, але Месники існують для порятунку всесвіту, а Шибайголова — для порятунку району… Ці серіали дійсно відбуваються у кіновсесвіті Marvel. Усе пов'язано. Але це не обов'язково означає, що ми поглянемо в небо і побачимо там [Залізну людину]. Це просто інша частина Нью-Йорка, яку ми ще не бачили у фільмах Marvel». У січні 2015 року операційний директор Netflix Тед Сарандос заявив, що Netflix планує робити проміжок приблизно рік між виходом нових сезонів серіалів Marvel починаючи з першого сезону «Шибайголова» у квітні 2015 році. Рік по тому Сарандос зазначив, що графіки виходу серіалів Marvel залежать від «тривалого часу виробництва і тривалого часу після виходу. У деяких випадках, коли ми маємо перехрещення персонажів, це ускладнює управління виробництвом. Ми не ставимо собі за мету випускати більш як один-два серіали на рік… Найскладніший проєкт — це „Захисники“. Виробничий графік „Захисників“ багато в чому визначатиме випуск 2 і 3 сезонів інших серіалів», а щодо потенційних спін-оффів він сказав що «всі персонажі цього всесвіту можуть колись отримати власний серіал». У квітні 2016 року Netflix замовили телесеріал «Каратель», спін-офф серіалу «Шибайголова».
У травні 2015 року, після появи в ролі Клер Темпл у першому сезоні серіалу «Шибайголова», акторка Розаріо Довсон підписала з Marvel контракт на другий сезон серіалу в рамках ексклюзивної серіальної угоди, яка також дозволила їй з'явитися в будь-якому іншому серіалі він Marvel на Netflix у ролі Клер Темпл. Довсон з'явилася в усіх серіалах, окрім «Каратель», пов'язавши їх між собою, подібно до того, як це зробив до Семюел Л. Джексон у ролі Ніка Ф'юрі у фільмах кіновсесвіту Marvel. Довсон розповіла, що вона підписувала контракт з Marvel щороку на певну кількість епізодів, а про те, у якому саме серіалі будуть ці епізоди, дізнавалася ближче до початку знімання. У липні 2016 року Сарандос заявив, що Netflix намагається скоротити проміжок між сезонами серіалів Marvel і розглядає можливість почати розробку нових серіалів, але завжди надаватиме пріоритет якості шоу, а не кількості серій і сезонів на рік. Того ж місяця, Marvel і Netflix зобов'язалися завершити виробництво 135 епізодів до кінця 2017 року, що стало найбільшим зобов'язанням у сфері виробництва телесеріалів у штаті Нью-Йорк. Виробництво різних серіалів залучило 500 місцевих постачальників і малих підприємств на різних стадіях створення та потребувало понад 14 тисяч найманих працівників.

### Закриття
У жовтні 2018 року Netflix скасували телесеріал «Залізний кулак» після 2 сезону, а видання Deadline Hollywood повідомило, що Disney розглядає можливість відродження серіалу на власному сервісі відео на вимогу, Disney+. Операційний директор Netflix повідомив, що вони можуть самостійно продовжувати або скасовувати серіали, і що компанія «дуже задоволена результатами [інших серіалів] на цю мить». Попри це, телесеріал «Люк Кейдж» було скасовано за тиждень після «Залізного кулака». Видання Deadline Hollywood повідомило, що на відміну від «Залізного кулака», цей серіал не планують відроджувати на Disney+. Незабаром після цього, наприкінці листопада 2018 року, Netflix скасували серіал «Шибайголова», і видання Deadline Hollywood знову повідомило, що можливо серіал буде відроджено на Disney+. Видання The Hollywood Reporter натомість вважало малоймовірним відродження серіалу на Disney+, а також зазначило, що два інших серіали, які ще залишались на Netflix («Джессіка Джонс» і «Каратель»), будуть залишатись там «доки не вичерпають себе». Variety також додали, що згідно з початковою угодою між Marvel і Netflix, персонажі цих серіалів не можуть з'являтися в будь-яких інших серіалах чи фільмах, які не належать Netflix щонайменше протягом двох років після їхнього скасування. Кевін А. Маєр, голова Walt Disney Direct-to-Consumer and International, зазначив, що, хоча це ще не обговорювалося, все ж існує ймовірність того, що скасовані серіали Netflix можуть бути відроджені на Disney+. Netflix скасували останні серіали «Джессіка Джонс» і «Каратель» 18 лютого 2019 року. Голова Marvel Television, Джеф Леб у серпні 2019 року повідомив, що Marvel Television були «приголомшені скасуванням серіалів, які ще не були закінчені», у компанії вважали, що ця ситуація є для них кінцем, доки вони не отримали замовлення на кілька нових серіалів від Hulu за моделлю, подібною до початкової угоди Marvel з Netflix. Леб сказав, що Marvel Television розробляє майбутні серіали, які можна було б класифікувати як «Герої Marvel вуличного рівня» або «Лицарі Marvel», так само як і серіали Marvel-Netflix.
У жовтні 2019 року президент Marvel Studios Кевін Файгі отримав посаду головного креативного директора Marvel та можливість контролювати Marvel Television та Marvel Family Entertainment. З підвищенням Файгі очікувалося, що Джеф Леб залишить свою посаду керівника Marvel Television до кінця листопада. 10 грудня Marvel Television було приєднано до Marvel Studios, яка успадкувала всі серіали Marvel Television, що перебували в розробці на той час, а розробку майбутніх серіалів від Marvel Television було припинено.

### Під Marvel Studios
У січні 2021 року Кевін Файгі на питання про відродження серіалів з Netflix відповів «ніколи не кажи ніколи», але Marvel Studios на той час була зосереджена на своїх нових серіалах для Disney+. Він також сказав, що вони розглядають можливість додавання кількох персонажів та акторів із серіалів Netflix у проєкти Marvel Studios. У грудні 2021 року Файгі повідомив, що в будь-яких майбутніх проєктах Marvel Studios, де має з'явитися Шибайголова, Чарлі Кокс повернеться до цієї ролі, і згодом актор з'явився у фільмі «Людина-павук: Додому шляху нема». Акторка Джессіка Генвік сказала, що Кокс знав про можливість повернення до своєї ролі у проєктах Marvel Studios ще за кілька років до цього. Також, Вінсент Д'Онофріо повернувся до ролі Кінґпіна у серіалі «Соколине око» у грудні 2021 року.
Усі серіали Marvel були видалені з Netflix 1 березня 2022 року, оскільки ліцензія на ці серіали закінчилася та права на них повернулися до Disney. Disney вирішили не платити Netflix ліцензійний збір за збереження прав на дистрибуцію серіалів і натомість оголосили, що всі серіали стануть доступні на Disney+ 16 березня в США, Канаді, Великій Британії, Ірландії, Австралії та Новій Зеландії, а також на інших ринках Disney+ до кінця 2022 року. Задля додавання цих серіалів, які мали дорослий рейтинг, на Disney+ було розроблено функцію батьківського контролю. На Disney+ ці серіали було об'єднано під назвою «Сага Захисників», а також з них було видалено дві згадки про Netflix з початкових титрів кожної серії.
У березні 2022 року видання Production Weekly додало перезапуск «Шибайголова» до списку проєктів, що перебувають у розробці, його продюсерами були вказані Кевін Файгі та Кріс Ґрей. Наприкінці травня було підтверджено, що перезапуск розробляється для Disney+, а Метт Корман і Кріс Орд будуть його головними сценаристами та виконавчими продюсерами. Серіал було офіційно анонсовано як «Шибайголова: Народжений наново» у липні 2022 року, також було підтверджено що до своїх ролей повернуться Чарлі Кокс і Вінсент Д'Онофріо, а перший сезон серіалу складатиметься з 18 епізодів. Згодом стало відомо, що Джон Бернтал також повернеться до ролі Карателя у «Народжений наново». Напередодні появи Чарлі Кокса в «Ехо» в січні 2024 року, голова відділу відео на вимогу Marvel Studios Бред Віндербаум визнав, що раніше Marvel Studios були «трохи замкнутими» на рахунок того, що входило до їх Священного часоряду, через корпоративний розрив, який існував між тим, що створювали Marvel Studios, і тим, що створювали Marvel Television. Він продовжив, що з часом Marvel Studios почали бачити, «наскільки добре інтегровані історії [Marvel Television]», і він особисто відчуває себе «впевненим», кажучи, що «Шибайголова» є частиною Священного часоряду. Marvel Studios почали розглядати серіали Netflix як невід'ємну частину кіновсесвіту після того, як у вересні 2023 року творча команда серіалу «Народжений наново» зазнала змін. З виходом «Ехо» всі серіали Netflix були заднім числом додані до хронології кіновсесвіту Marvel на Disney+, переважно поряд з фільмами другої фази кіновсесвіту.

## Телесеріали
| Телесеріал     | Сезон | Сезон | К-ть епізодів | Дата виходу на Netflix | Продюсер(и)                         |
| -------------- | ----- | ----- | ------------- | ---------------------- | ----------------------------------- |
| Шибайголова    |       | 1     | 13            | 10 квітня 2015         | Стівен С. ДеНайт                    |
| Шибайголова    |       | 2     | 13            | 18 березня 2016        | Дуглас Петрі, Марко Рамірез         |
| Шибайголова    |       | 3     | 13            | 19 жовтня 2018         | Ерік Олесон                         |
| Джессіка Джонс |       | 1     | 13            | 20 листопада 2015      | Мелісса Розенберг                   |
| Джессіка Джонс |       | 2     | 13            | 8 березня 2018         | Мелісса Розенберг                   |
| Джессіка Джонс |       | 3     | 13            | 14 червня 2019         | Мелісса Розенберг і Скотт Рейнольдс |
| Люк Кейдж      |       | 1     | 13            | 30 вересня 2016        | Чео Годарі Кокер                    |
| Люк Кейдж      |       | 2     | 13            | 22 червня 2018         | Чео Годарі Кокер                    |
| Залізний кулак |       | 1     | 13            | 17 березня 2017        | Скотт Бак                           |
| Залізний кулак |       | 2     | 10            | 7 вересня 2018         | М. Рейвен Мецнер                    |
| Захисники      |       | 1     | 8             | 18 серпня 2017         | Дуглас Петрі, Марко Рамірез         |
| Каратель       |       | 1     | 13            | 8 листопада 2017       | Стів Лайтфут                        |
| Каратель       |       | 2     | 13            | 18 січня 2019          | Стів Лайтфут                        |

## Хронологія
| 2015 | Шибайголова 1 сезон    |
| 2015 | Джессіка Джонс 1 сезон |
| 2016 | Шибайголова 2 сезон    |
| 2016 | Люк Кейдж 1 сезон      |
| 2017 | Залізний кулак 1 сезон |
| 2017 | Захисники 1 сезон      |
| 2017 | Каратель 1 сезон       |
| 2018 | Джессіка Джонс 2 сезон |
| 2018 | Люк Кейдж 2 сезон      |
| 2018 | Залізний кулак 2 сезон |
| 2019 | Джессіка Джонс 3 сезон |
| 2019 | Шибайголова 3 сезон    |
| 2019 | Каратель 2 сезон       |

Хронологічно події саги відбуваються після подій фільму «Месники», а саме після нападу інопланетян на Нью-Йорк та його руйнування, ці події у серіалах назвають «Інцидент». Окрім подій фільму «Месники», у серіалах цієї саги мало згадуються інші події з фільмів кіновсесвіту Marvel. Натомість події одного серіалу саги Захисників часто згадуються в іншому. Хронологічно, події сезонів відбуваються за датою їх виходу на екрани, тобто перший сезон «Джессіка Джонс» відбувається після першого сезону «Шибайголова» тощо.

## Актори та персонажі
У таблиці зазначені лише персонажі, які з'являлися принаймні у двох серіалах та мають принаймні епізодичину роль в одному з них.
Позначки:
- АG — поява у вигляді камео
- АV — поява у вигляді голосу
- АR — поява у вигляді епізодичної ролі
- АMS — персонаж з'являвся у проєктах Marvel Studios

| Персонаж                             | Телесеріал      | Телесеріал      | Телесеріал      | Телесеріал      | Телесеріал      | Телесеріал      |
| Персонаж                             | Шибайголова     | Джессіка Джонс  | Люк Кейдж       | Залізний кулак  | Захисники       | Каратель        |
| ------------------------------------ | --------------- | --------------- | --------------- | --------------- | --------------- | --------------- |
| Бакуто                               |                 |                 |                 | Рамон Родрігес  | Рамон Родрігес  |                 |
| Блейк Тавер                          | Стівен Райдер   |                 | Стівен РайдерG  |                 |                 |                 |
| Денні Ренд Залізний кулак            |                 |                 | Фінн Джонс      | Фінн Джонс      | Фінн Джонс      |                 |
| Джері Гоґарт                         | Керрі-Енн МоссG | Керрі-Енн Мосс  |                 | Керрі-Енн МоссG | Керрі-Енн МоссG |                 |
| Джессіка Джонс                       |                 | Крістен Ріттер  |                 |                 | Крістен Ріттер  |                 |
| Електра Начос                        | Елоді Юнг       |                 |                 |                 | Елоді Юнг       |                 |
| Карен ПейджMS                        | Дебора Енн Волл |                 |                 |                 | Дебора Енн Волл | Дебора Енн Волл |
| Клер Темпл                           | Розаріо Довсон  | Розаріо ДовсонG | Розаріо Довсон  | Розаріо Довсон  | Розаріо Довсон  |                 |
| Колін Вінг                           |                 |                 | Джессіка Генвік | Джессіка Генвік | Джессіка Генвік |                 |
| Люк Кейдж                            |                 | Майк Колтер     | Майк Колтер     |                 | Майк Колтер     |                 |
| Мальколм Дукасс                      |                 | Ека Дарвілл     |                 |                 | Ека Дарвілл     |                 |
| Мерседес «Місті» Найт                |                 |                 | Сімон Міссік    | Сімон Міссік    | Сімон Міссік    |                 |
| Метт Мердок ШибайголоваMS            | Чарлі Кокс      |                 |                 |                 | Чарлі Кокс      |                 |
| Патрісія «Тріш» Вокер Пекельна кішка |                 | Рейчел Тейлор   | Рейчел ТейлорGV |                 | Рейчел Тейлор   |                 |
| Стік                                 | Скотт ГленнR    |                 |                 |                 | Скотт Гленн     |                 |
| Франклін «Фоґґі» НельсонMS           | Елден Генсон    | Елден ГенсонG   | Елден ГенсонG   |                 | Елден Генсон    |                 |
| Френк Касл КарательMS                | Джон Бернтал    |                 |                 |                 |                 | Джон Бернтал    |

## Сприйняття
| Телесеріал     | Сезон | Rotten Tomatoes     | Rotten Tomatoes | Metacritic       | Metacritic | IMDb |
| Телесеріал     | Сезон | Критики             | Глядачі         | Критики          | Глядачі    | IMDb |
| -------------- | ----- | ------------------- | --------------- | ---------------- | ---------- | ---- |
| Шибайголова    | 1     | 99 % (73 рецензії)  | 93 %            | 75 (22 рецензії) | 8.5        | 8.6  |
| Шибайголова    | 2     | 81 % (57 рецензій)  | 89 %            | 68 (13 рецензій) | 8.3        | 8.6  |
| Шибайголова    | 3     | 97 % (65 рецензій)  | 86 %            | 71 (6 рецензій)  | 7.5        | 8.6  |
| Джессіка Джонс | 1     | 94 % (81 рецензія)  | 86 %            | 81 (32 рецезії)  | 8.1        | 7.9  |
| Джессіка Джонс | 2     | 82 % (89 рецензій)  | 67 %            | 70 (19 рецензій) | 6.2        | 7.9  |
| Джессіка Джонс | 3     | 73 % (41 рецензія)  | 76 %            | 65 (7 рецензій)  | 6.4        | 7.9  |
| Люк Кейдж      | 1     | 90 % (72 рецензії)  | 67 %            | 79 (30 рецензій) | 8.0        | 7.2  |
| Люк Кейдж      | 2     | 85 % (62 рецензії)  | 68 %            | 64 (13 рецензій) | 6.7        | 7.2  |
| Залізний кулак | 1     | 20 % (85 рецензій)  | 71 %            | 37 (21 рецензія) | 6.1        | 6.4  |
| Залізний кулак | 2     | 55 % (47 рецензій)  | 62 %            | 39 (6 рецензій)  | 6.4        | 6.4  |
| Захисники      | 1     | 78 % (100 рецензій) | 70 %            | 63 (30 рецензій) | 6.9        | 7.2  |
| Каратель       | 1     | 68 % (80 рецензій)  | 88 %            | 55 (20 рецензій) | 8.1        | 8.5  |
| Каратель       | 2     | 62 % (37 рецензій)  | 68 %            | 58 (6 рецензій)  | 7.1        | 8.5  |